# Municipio de Caney Fork
El municipio de Caney Fork (en inglés: Caney Fork Township) es un municipio ubicado en el  condado de Jackson en el estado estadounidense de Carolina del Norte. En el año 2010 tenía una población de 738 habitantes.

## Geografía
El municipio de Caney Fork se encuentra ubicado en las coordenadas 35°18′50.36″N 83°3′36.5″O / 35.3139889, -83.060139.